# Leichtathletik-Weltmeisterschaften 2017/Dreisprung der Männer

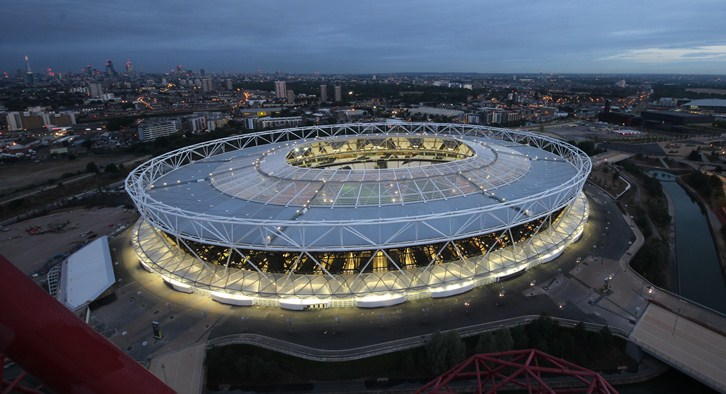
Das Olympiastadion London während der Weltmeisterschaften

Der Dreisprung der Männer wurde bei den Leichtathletik-Weltmeisterschaften 2017 wurde am 7. und 10. August 2017 im Olympiastadion der britischen Hauptstadt London ausgetragen.
In diesem Wettbewerb gab einen US-amerikanischen Doppelsieg.

Seinen dritten Weltmeistertitel in Folge errang der zweifache Olympiasieger (2012/2016) Christian Taylor.

Vizeweltmeister wurde der zweifache Olympiazweite (2012/2016) und zweifache WM-Dritte (2011/2013) Will Claye, der 2012 außerdem Olympiadritter im Weitsprung war.

Bronze ging an den portugiesischen Olympiasieger von 2008, Weltmeister von 2007, Vizeweltmeister von 2009 und WM-Dritten von 2015 Nelson Évora.
	2007

## Rekorde
| Weltrekord               | Jonathan Edwards | 18,29 m | WM in Göteborg, Schweden | 7. August 1995 |
| Weltmeisterschaftsrekord | Jonathan Edwards | 18,29 m | WM in Göteborg, Schweden | 7. August 1995 |

Der bestehende WM-Rekord wurde bei diesen Weltmeisterschaften nicht eingestellt und nicht verbessert.

## Windbedingungen
In den folgenden Ergebnisübersichten sind die Windbedingungen zu den einzelnen Sprüngen benannt. Der erlaubte Grenzwert liegt bei zwei Metern pro Sekunde. Bei stärkerer Windunterstützung wird die Weite für den Wettkampf gewertet, findet jedoch keinen Eingang in Rekord- und Bestenlisten.

## Legende
Kurze Übersicht zur Bedeutung der Symbolik – so üblicherweise auch in sonstigen Veröffentlichungen verwendet:
| – | verzichtet |
| x | ungültig   |

## Qualifikation
7. August 2017, 18:35 Uhr Ortszeit (19:35 Uhr MESZ)
Die Athleten traten zu einer Qualifikationsrunde in zwei Gruppen an. Die Qualifikationsweite für den direkten Finaleinzug betrug 17,00 m. Da nur sieben Springer diese Weite übertrafen – hellblau unterlegt, wurde das Finalfeld mit den nachfolgend besten Springern beider Gruppen – hellgrün unterlegt – auf insgesamt zwölf Teilnehmer aufgefüllt. So mussten schließlich 16,66 m für die Finalteilnahme erbracht werden.

### Gruppe A

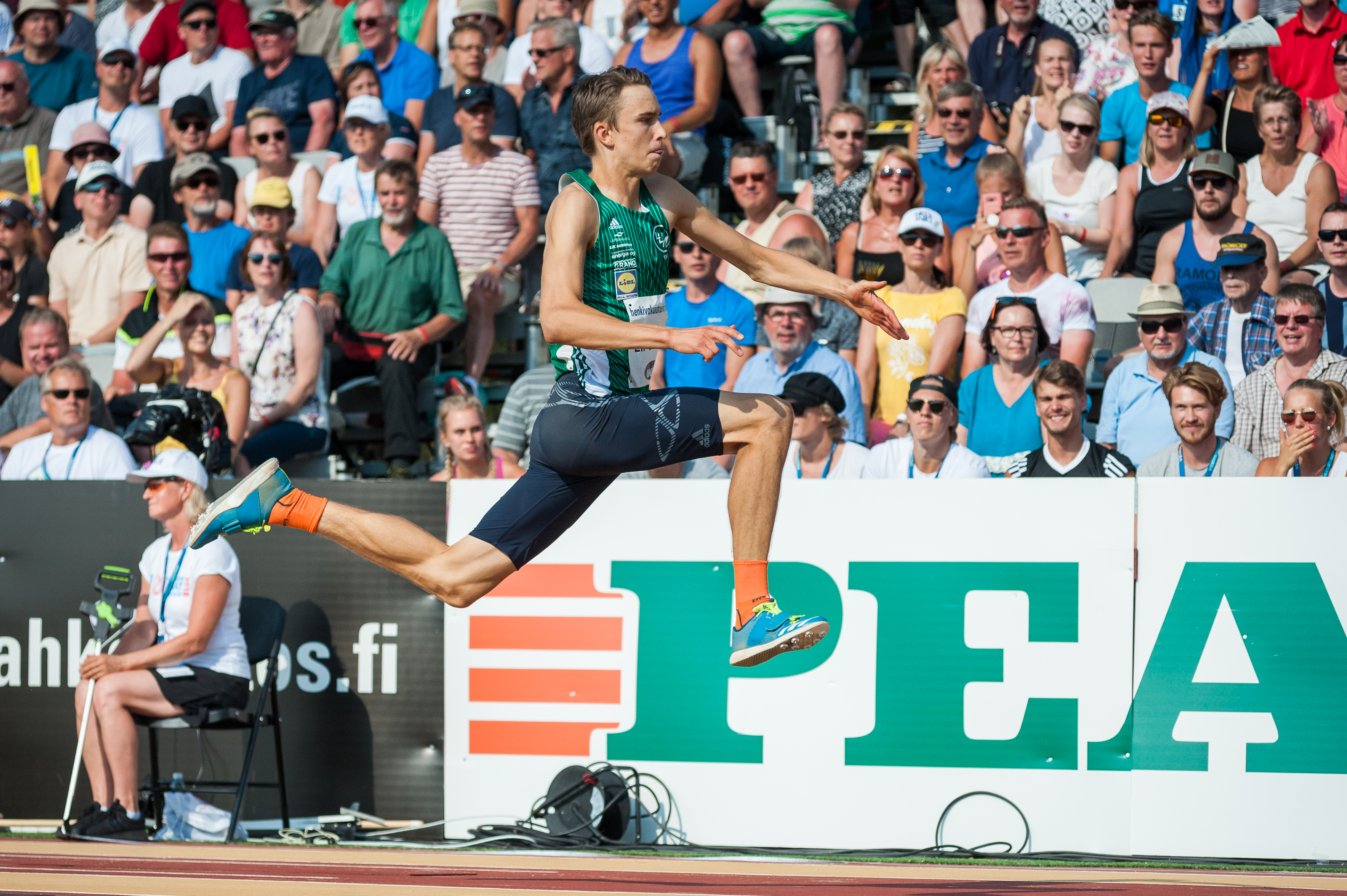
Simo Lipsanen – ausgeschieden als Neunter der Gruppe A mit 16,54 m

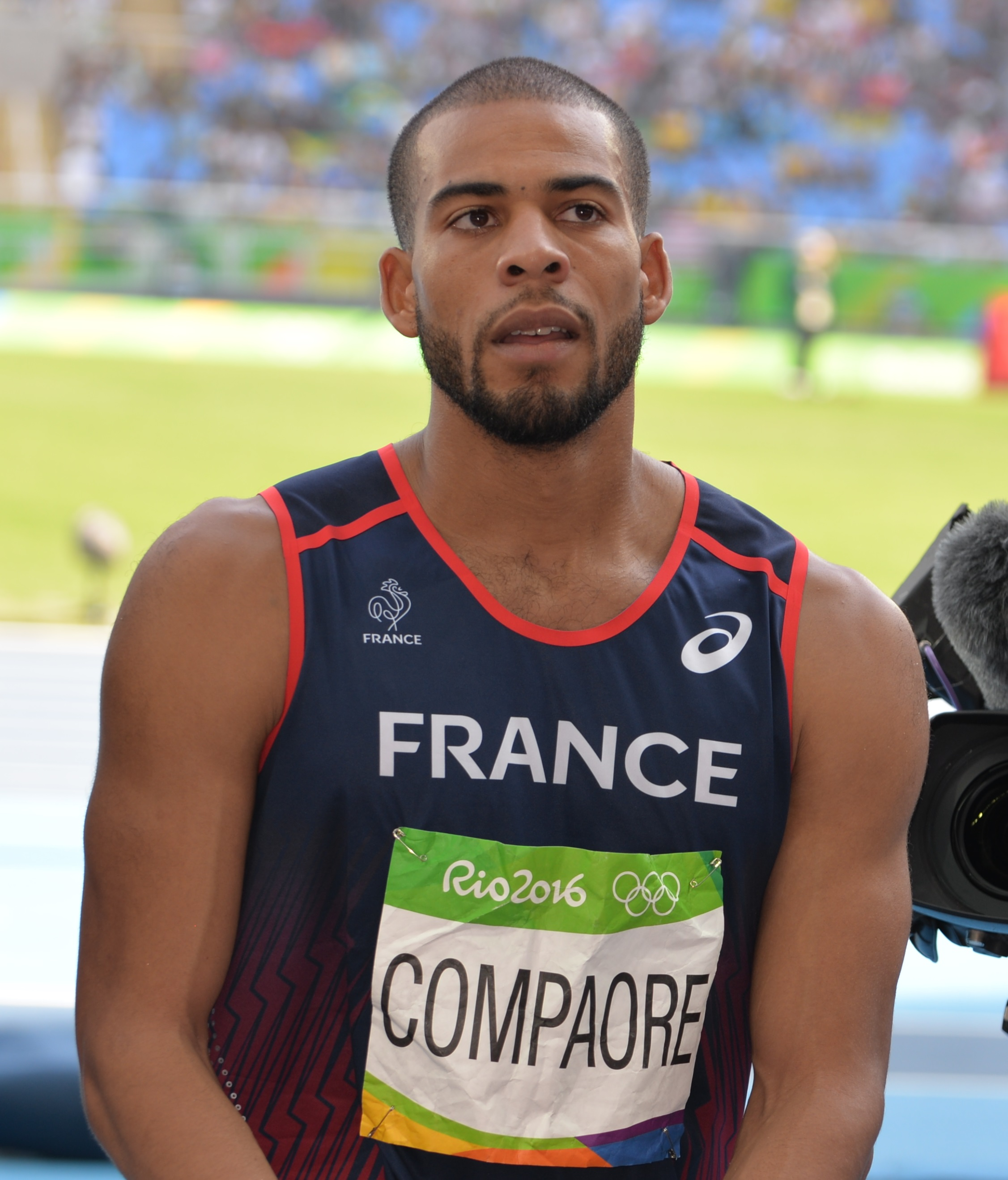
Benjamin Campaoré – ausgeschieden als Elfter der Gruppe A mit 16,46 m

| Platz | Name                | Nation              | 1. Versuch (m) Wind (m/s) | 2. Versuch (m) Wind (m/s) | 3. Versuch (m) Wind (m/s) | Resultat (m) |
| 01    | Chris Benard        | USA                 | 17,20 / +0,2              | –                         | –                         | 17,20        |
| 02    | Christian Taylor    | USA                 | 17,15 / +0,3              | –                         | –                         | 17,15        |
| 03    | Andy Díaz           | Kuba                | 16,96 / +0,2              | 16,86 / ±0,0              | x                         | 16,96        |
| 04    | Nelson Évora        | Portugal            | 16,64 / −0,2              | 16,94 / +0,1              | x                         | 16,94        |
| 05    | Alexis Copello      | Kuba                | 16,89 / −0,1              | 16,88 / −0,6              | 16,53 / +0,5              | 16,89        |
| 06    | Pablo Torrijos      | Spanien             | 16,57 / −0,5              | 16,00 / −0,5              | 16,80 / +0,7              | 16,80        |
| 07    | Wu Ruiting          | Volksrepublik China | x                         | 16,40 / +0,1              | 16,66 / −0,8              | 16,66        |
| 08    | Momtschil Karailiew | Bulgarien           | x                         | 16,01 / +0,2              | 16,57 / −0,3              | 16,57        |
| 09    | Simo Lipsanen       | Finnland            | 16,54 / −0,1              | 16,48 / −0,1              | 16,41 / +0,7              | 16,54        |
| 10    | Nathan Fox          | Großbritannien      | 16,27 / −0,5              | 16,49 / +1,4              | 16,02 / −0,4              | 16,49        |
| 11    | Benjamin Compaoré   | Frankreich          | 16,46 / +0,1              | 16,35 / −0,1              | x                         | 16,46        |
| 12    | Miguel van Assen    | Suriname            | 16,38 / −0,6              | x                         | x                         | 16,38        |
| 13    | Melvin Raffin       | Frankreich          | 16,18 / +0,4              | 14,25 / −0,3              | x                         | 16,18        |
| 14    | Mateus de Sá        | Brasilien           | 16,10 / +0,2              | 16,09 / +0,9              | x                         | 16,10        |
| 15    | Ryōma Yamamoto      | Japan               | x                         | x                         | 16,01 / −0,5              | 16,01        |

### Gruppe B
| Platz | Name                 | Nation              | 1. Versuch (m) Wind (m/s) | 2. Versuch (m) Wind (m/s) | 3. Versuch (m) Wind (m/s) | Resultat (m) |
| 01    | Christian Nápoles    | Kuba                | 17,06 / −0,4              | –                         | –                         | 17,06        |
| 02    | Will Claye           | USA                 | 16,95 / −0,4              | 16,57 / −0,7              | x                         | 16,95        |
| 03    | Jean-Marc Pontvianne | Frankreich          | 16,66 / −0,5              | 16,17 / −1,5              | 16,78 / −0,8              | 16,78        |
| 04    | Yordanys Durañona    | Dominica            | 16,71 / −0,2              | 16,63 / +0,2              | 16,49 / ±0,0              | 16,71        |
| 05    | Lázaro Martínez      | Kuba                | 16,36 / −0,3              | x                         | 16,66 / +0,2              | 16,66        |
| 06    | Donald Scott         | USA                 | 16,55 / −0,3              | 16,63 / −0,4              | 16,27 / ±0,0              | 16,63        |
| 07    | Nazim Babayev        | Aserbaidschan       | 15,76 / −0,1              | 16,58 / −1,1              | 16,61 / −2,5              | 16,61        |
| 08    | Elvijs Misāns        | Lettland            | 16,55 / +0,5              | 16,39 / +0,1              | x                         | 16,55        |
| 09    | Georgi Zonow         | Bulgarien           | 16,53 / −1,0              | 16,32 / −0,9              | x                         | 16,53        |
| 10    | Alberto Álvarez      | Mexiko              | 15,60 / −0,6              | 16,41 / −0,2              | 16,48 / −0,4              | 16,48        |
| 11    | Troy Doris           | Guyana              | 16,43 / −0,1              | x                         | 16,24 / −0,7              | 16,43        |
| 12    | Tosin Oke            | Nigeria             | x                         | 16,14 / −0,5              | 16,17 / −0,5              | 16,17        |
| 13    | Fang Yaoqing         | Volksrepublik China | x                         | 16,17 / −0,1              | x                         | 16,17        |
| 14    | Dimitris Tsiamis     | Griechenland        | 16,06 / −0,9              | x                         | x                         | 16,06        |
| 15    | Clive Pullen         | Jamaika             | x                         | x                         | 15,61 / +0,6              | 15,61        |
| DNS   | Max Heß              | Deutschland         |                           |                           |                           |              |

In Qualifikationsgruppe B ausgeschiedene Dreispringer:

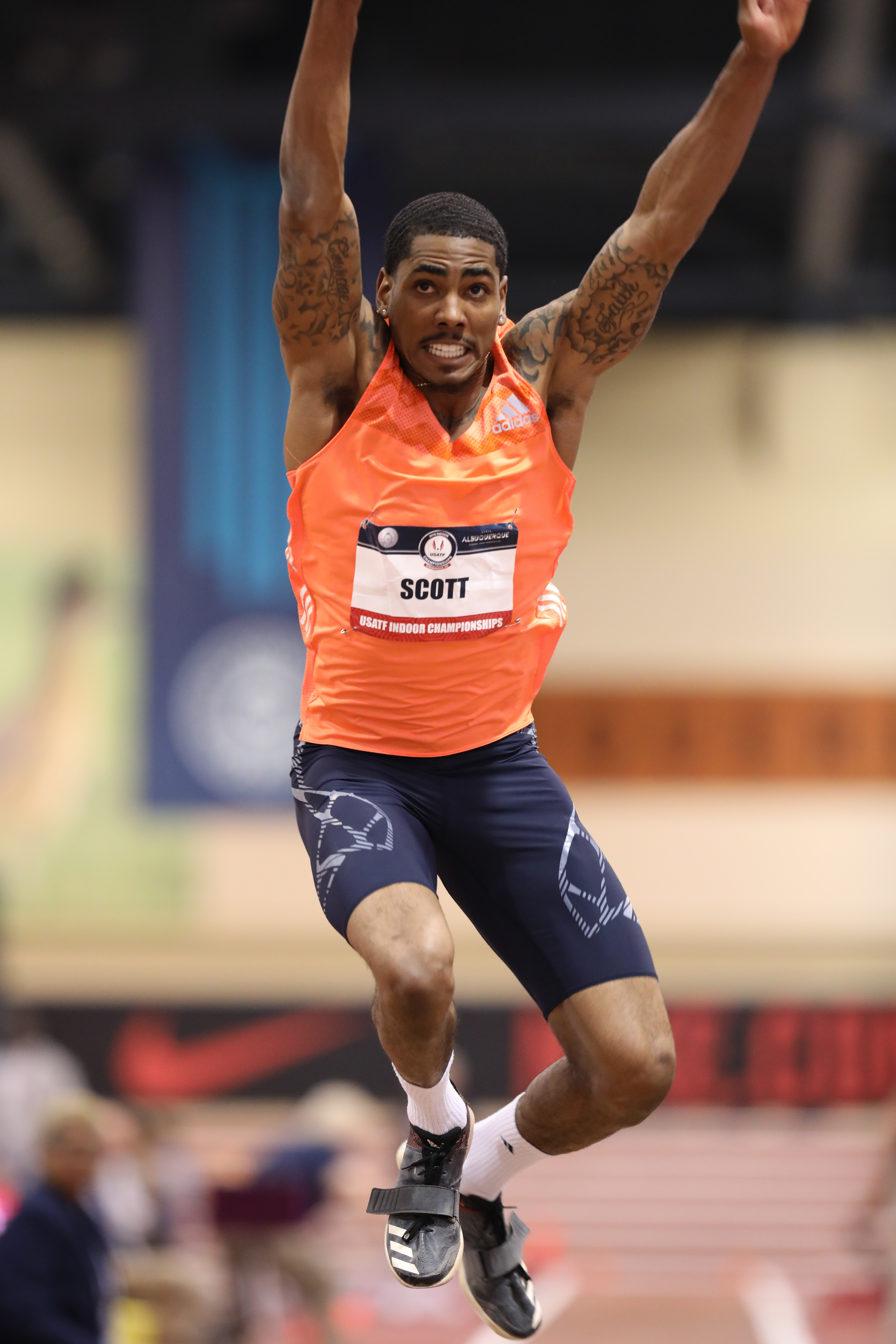
Donald Scott Rang sechs mit 16,63 m
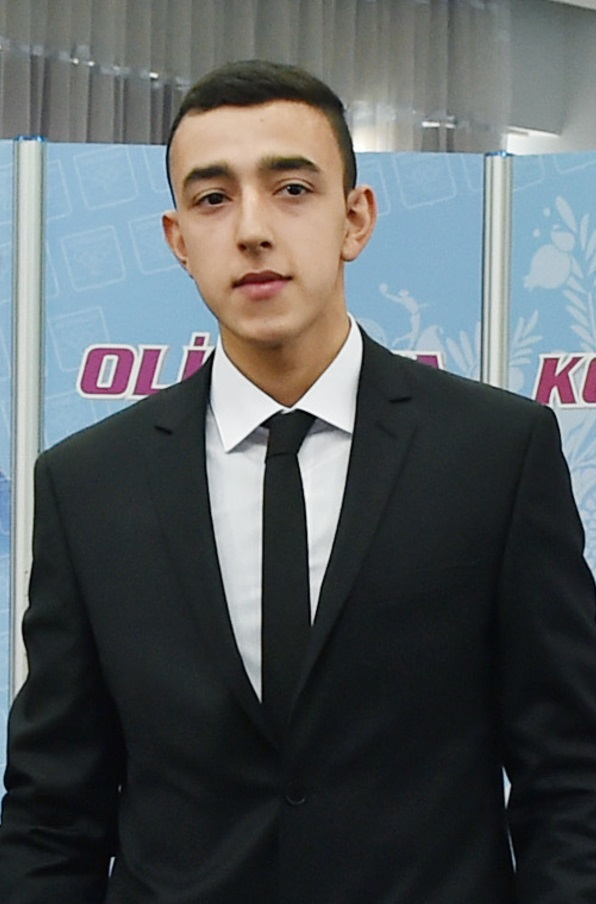
Nazim Babayev Rang sieben mit 16,61 m
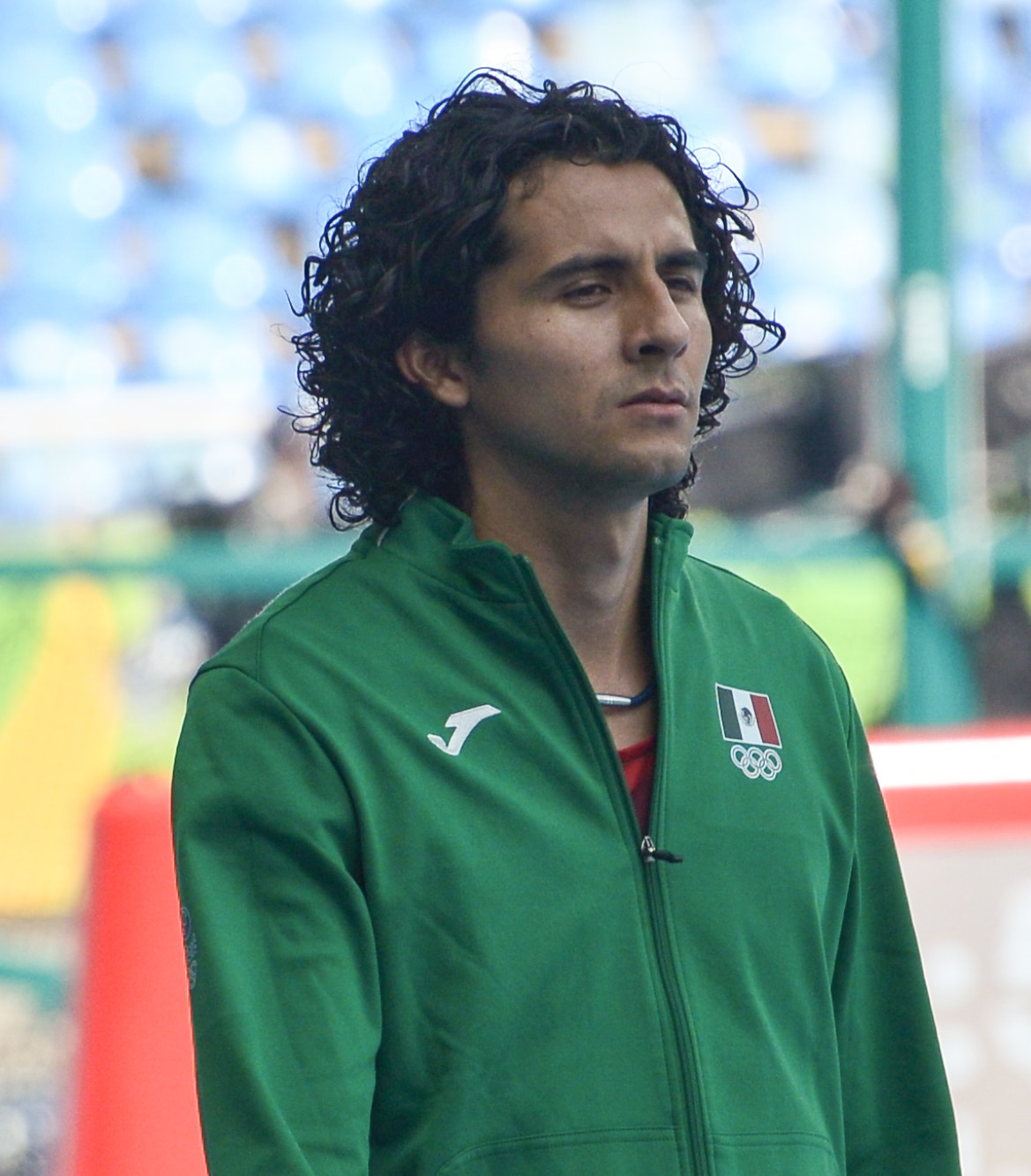
Alberto Álvarez Rang zehn mit 16,48 m
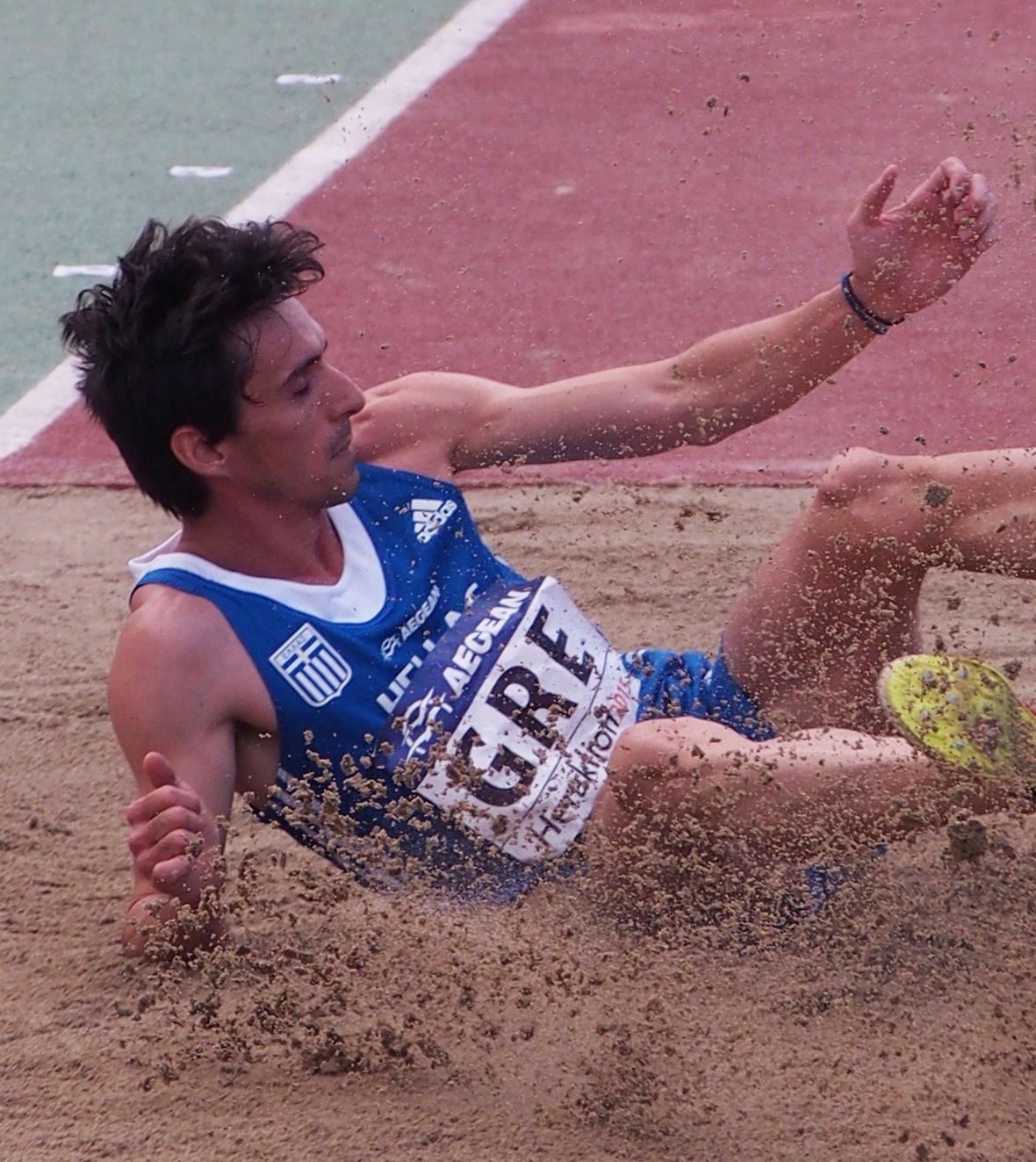
Dimitris Tsiamis Rang elf mit 16,06 m

## Finale
10. August 2017, 20:20 Uhr Ortszeit (21:20 Uhr MESZ)
Klarer Favorit für diesen Wettbewerb war der US-Amerikaner Christian Taylor. Als Weltmeister von 2015 war er der Titelverteidiger, bei den Olympischen Spielen hatte er 2012 und 2016 triumphiert. Konkurrenz für ihn kam zunächst einmal aus dem eigenen Lager. Will Claye war der Olympiazweite von 2012 / 2016 und der WM-Dritte von 2013. Zum weiteren Favoritenkreis zählte vor allem der portugiesische WM-Dritte Nelson Évora. Die beiden Chinesen Dong Bin und Cao Shuo – bei den Olympischen Spielen 2016 auf den Rängen drei und vier – waren hier nicht am Start. Auch der deutsche Europameister von 2016 Max Heß musste verletzungsbedingt passen.
Der Wettbewerb war nicht ganz so hochklassig wie die Konkurrenzen bei den Weltmeisterschaften und Olympischen Spielen der letzten Jahre, bei denen es immer Weiten jenseits von 17,80 m oder sogar von mehr als achtzehn Metern gegeben hatte. Aber es blieb spannend und eng bis zum Schluss. In Runde eins setzte sich Claye mit einem Sprung auf 17,54 m deutlich an die Spitze des Feldes. Ihm folgten der Kubaner Alexis Copello mit 17,16 m, dessen Landsmann Andy Díaz – 17,13 m – und Évora mit 17,02 m. In seinem zweiten Versuch übertraf Taylor seinen Teamkollegen um drei Zentimeter und übernahm damit die Führung. Auch Claye sprang mit 17,52 m noch einmal sehr weit. Évora steigerte sich auf 17,19 m und lag damit drei Zentimeter vor Copello auf Platz drei. Auch im dritten Durchgang dominierten die beiden US-Amerikaner. Taylor gelangen 17,68 m, Claye verbesserte sich auf 17,63 m. Der Kubaner Christian Nápoles egalisierte nach zwei ungültigen Sprüngen die 17,16 m seines Landsmanns Copello, sodass jetzt drei Kubaner die Ränge vier bis sechs belegten.
In Runde vier, dem ersten Durchgang des Finales der besten Acht, gab es keine Veränderungen. Die beiden US-Amerikaner glänzten wieder mit Weiten von deutlich über siebzehn Meter. Genauso war es im Runde fünf. Auf den Medaillenrängen gab es im Schlussdurchgang keine Veränderungen mehr. Aber dahinter wurde es ein bisschen kurios. Zunächst gelangen Chris Benard, dem dritten US-Amerikaner in diesem Finale, 17,16 m, womit es drei Athleten mit exakt dieser Weite gab. Von ihnen hatte Bernard den weitesten zweitbesten Versuch und war damit Vierter. Aber die beiden Kubaner Copello und Nápoles zogen nach. Copello erzielte 17,06 m und übertraf Bernards zweitbesten Sprung. Nápoles traf exakt noch einmal die Marke von 17,16 m, was ihm in der Endabrechnung Rang vier brachte.
Weltmeister wurde der Topfavorit Christian Taylor, der mit 17,68 m fünf Zentimeter weiter gesprungen war als Will Claye. Nelson Évora gewann mit 17,19 m die Bronzemedaille und lag damit drei Zentimeter vor Christian Nápoles als Viertem. Auch dem fünftplatzierten Alexis Copello und Chris Benard auf Rang sechs fehlten drei Zentimeter zu Bronze. Der dritte Kubaner Andy Díaz lag als Siebter weitere drei Zentimeter zurück. Achter wurde der Franzose Jean-Marc Pontvianne mit 16,79 m.
| Platz | Name                 | Nation              | 1. Versuch (m) Wind (m/s) | 2. Versuch (m) Wind (m/s) | 3. Versuch (m) Wind (m/s) | 4. Versuch (m) Wind (m/s)                | 5. Versuch (m) Wind (m/s)                | 6. Versuch (m) Wind (m/s)                | Resultat (m) |
|       | Christian Taylor     | USA                 | 16,97 / +0,2              | 17,57 / +0,2              | 17,68 / +0,2              | 17,26 / ±0,0                             | 17,38 / +0,4                             | 17,03 / +0,1                             | 17,68        |
|       | Will Claye           | USA                 | 17,54 / +0,2              | 17,52 / +0,6              | 17,63 / −0,1              | 17,49 / +0,4                             | 17,53 / +0,2                             | x                                        | 17,63        |
|       | Nelson Évora         | Portugal            | 17,02 / +0,7              | 17,19 / −0,1              | 16,58 / +0,1              | x                                        | x                                        | 16,01 / +0,1                             | 17,19        |
| 04    | Cristian Nápoles     | Kuba                | x                         | x                         | 17,16 / −0,1              | x                                        | x                                        | 17,16 / +0,2                             | 17,16        |
| 05    | Alexis Copello       | Kuba                | 17,16 / +0,2              | x                         | x                         | 16,87 / ±0,0                             | 16,91 / ±0,0                             | 17,06 / +0,1                             | 17,16 SB     |
| 06    | Chris Benard         | USA                 | 16,88 / −0,4              | x                         | 16,94 / +0,3              | x                                        | x                                        | 17,16 / +0,2                             | 17,16        |
| 07    | Andy Díaz            | Kuba                | 17,13 / +0,2              | x                         | x                         | x                                        | –                                        | x                                        | 17,13        |
| 08    | Jean-Marc Pontvianne | Frankreich          | x                         | 16,62 / +0,5              | 16,79 / +0,1              | x                                        | x                                        | 16,57 / +0,2                             | 16,79        |
| 09    | Wu Ruiting           | Volksrepublik China | 16,47 / +0,4              | 16,66 / +0,7              | 16,53 / ±0,0              | nicht im Finale der besten acht Springer | nicht im Finale der besten acht Springer | nicht im Finale der besten acht Springer | 16,53        |
| 10    | Pablo Torrijos       | Spanien             | 16,60 / +0,2              | 16,51 / +0,7              | 16,50 / +0,2              | nicht im Finale der besten acht Springer | nicht im Finale der besten acht Springer | nicht im Finale der besten acht Springer | 16,60        |
| 11    | Yordanys Durañona    | Dominica            | 16,42 / −0,2              | x                         | x                         | nicht im Finale der besten acht Springer | nicht im Finale der besten acht Springer | nicht im Finale der besten acht Springer | 16,42        |
| 12    | Lázaro Martínez      | Kuba                | x                         | 16,25 / +0,6              | 16,09 / +0,4              | nicht im Finale der besten acht Springer | nicht im Finale der besten acht Springer | nicht im Finale der besten acht Springer | 16,09        |

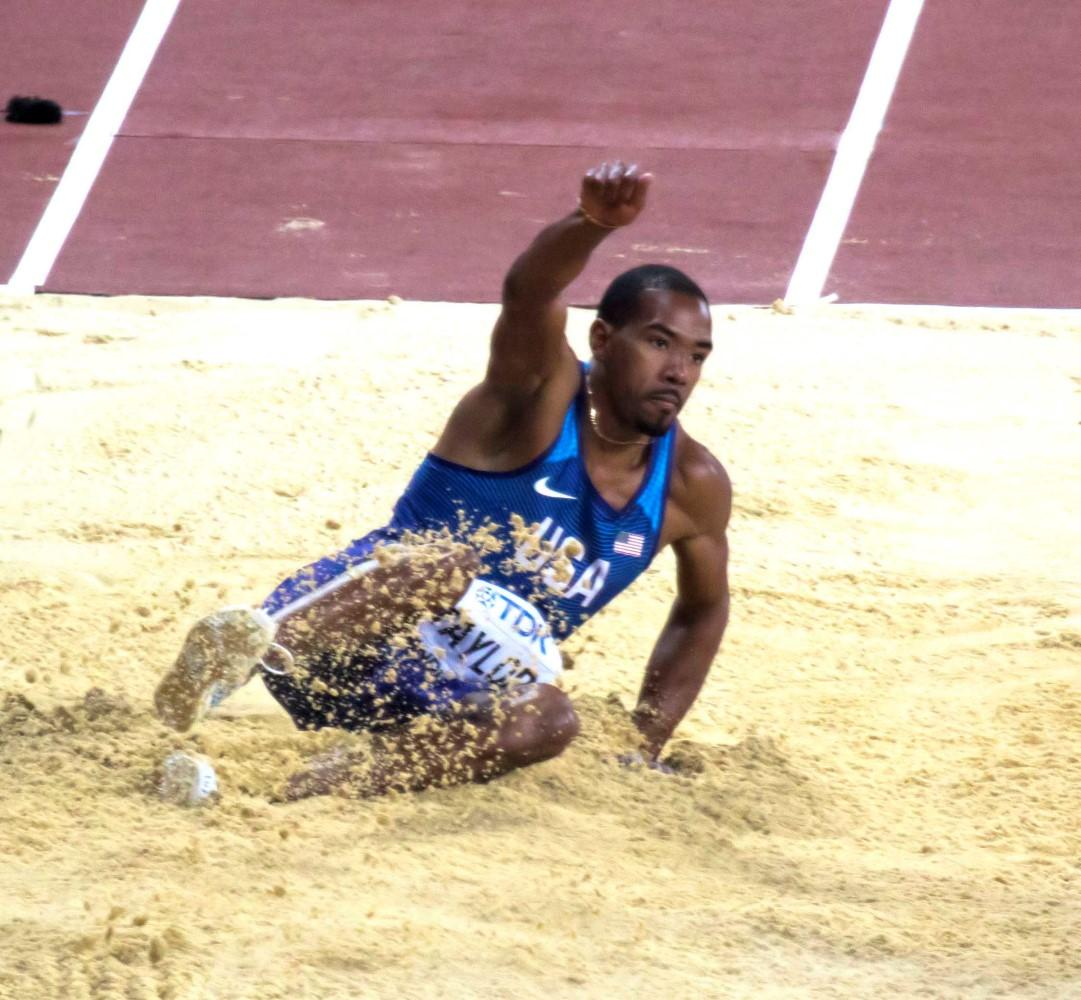
Weltmeister Christian Taylor
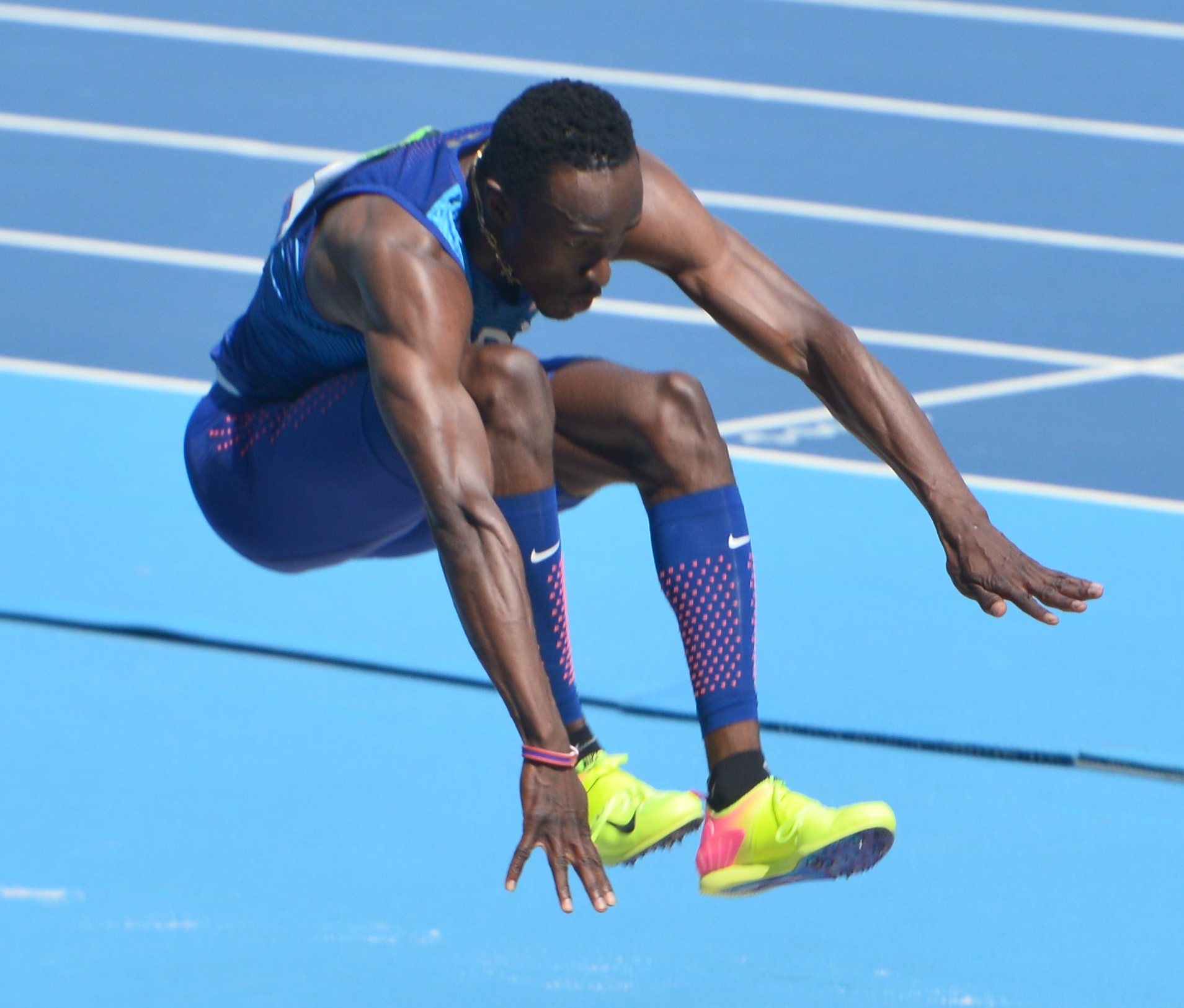
Vizeweltmeister Will Clay
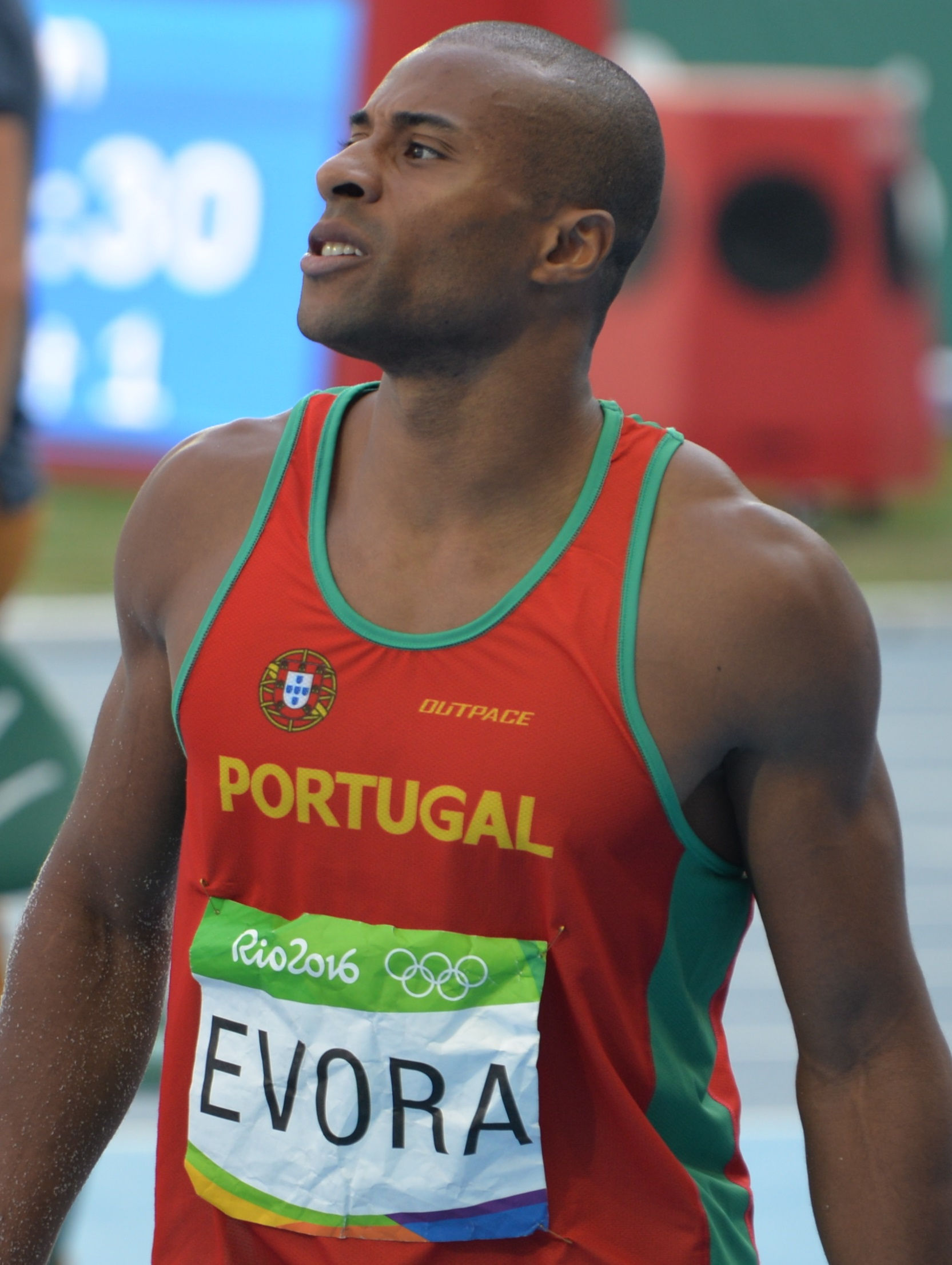
Bronzemedaillengewinner Nelson Évora

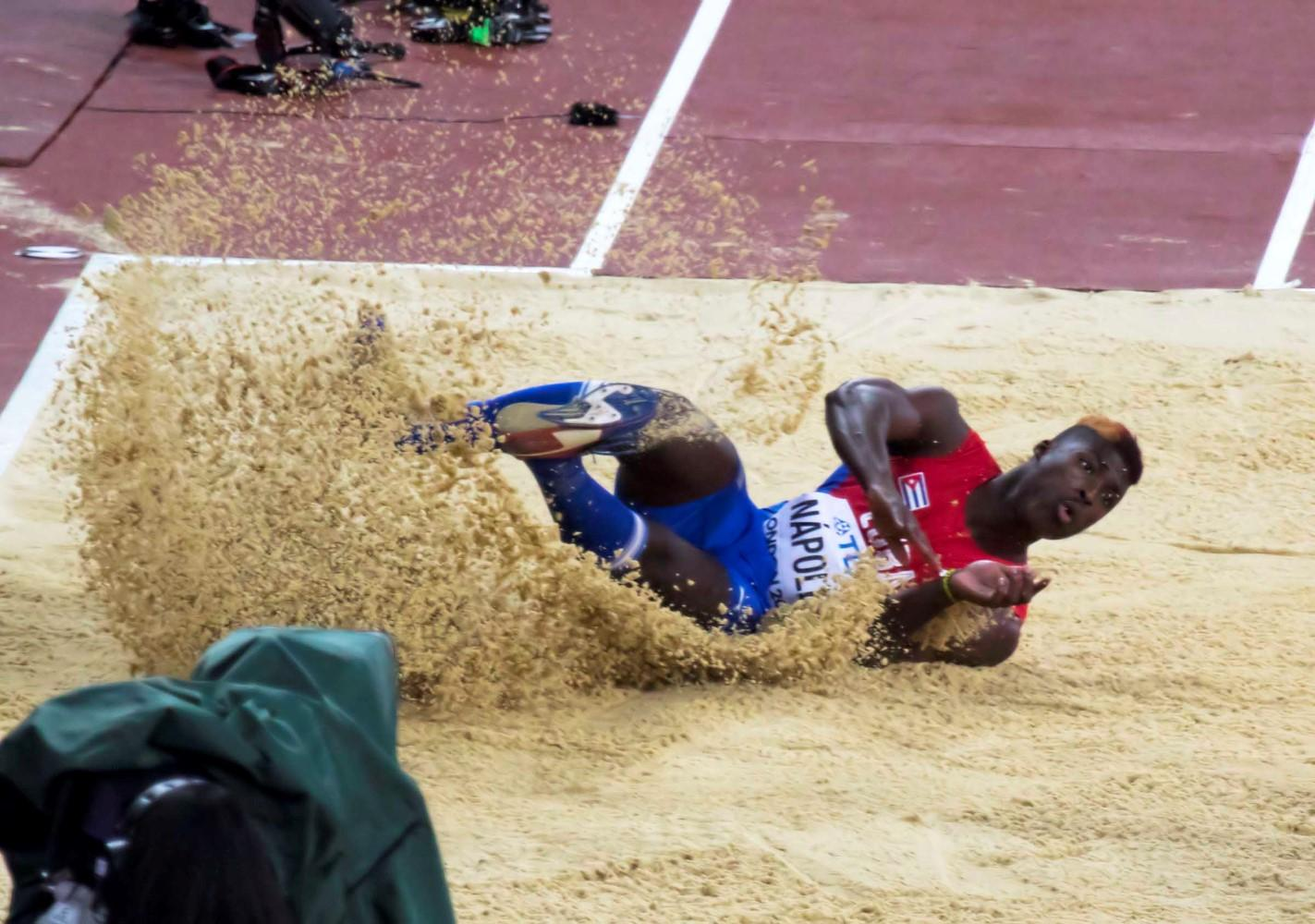
Cristian Nápoles – Rang vier
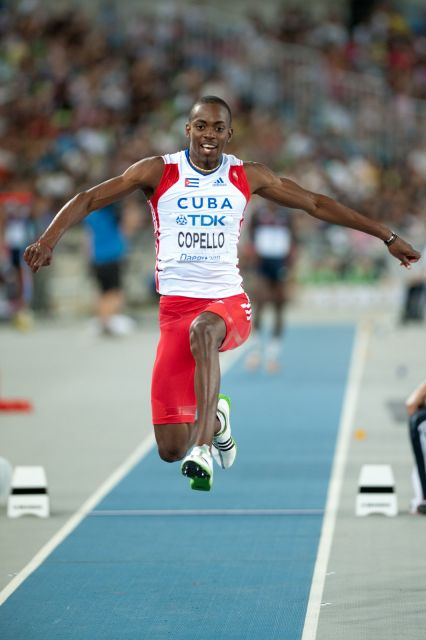
Alexis Copello erreichte den fünften Platz
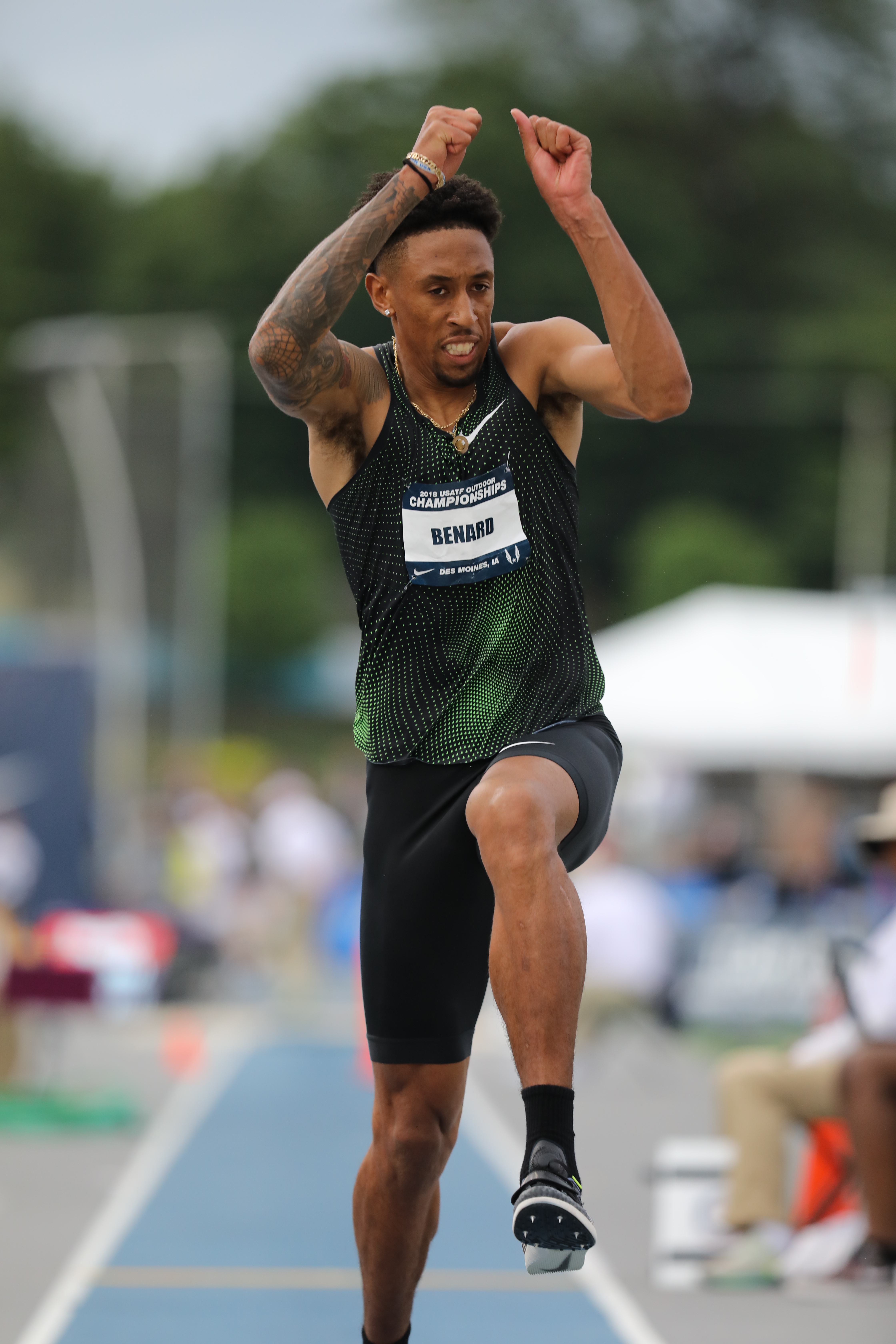
Rang sechs für Chris Bernard
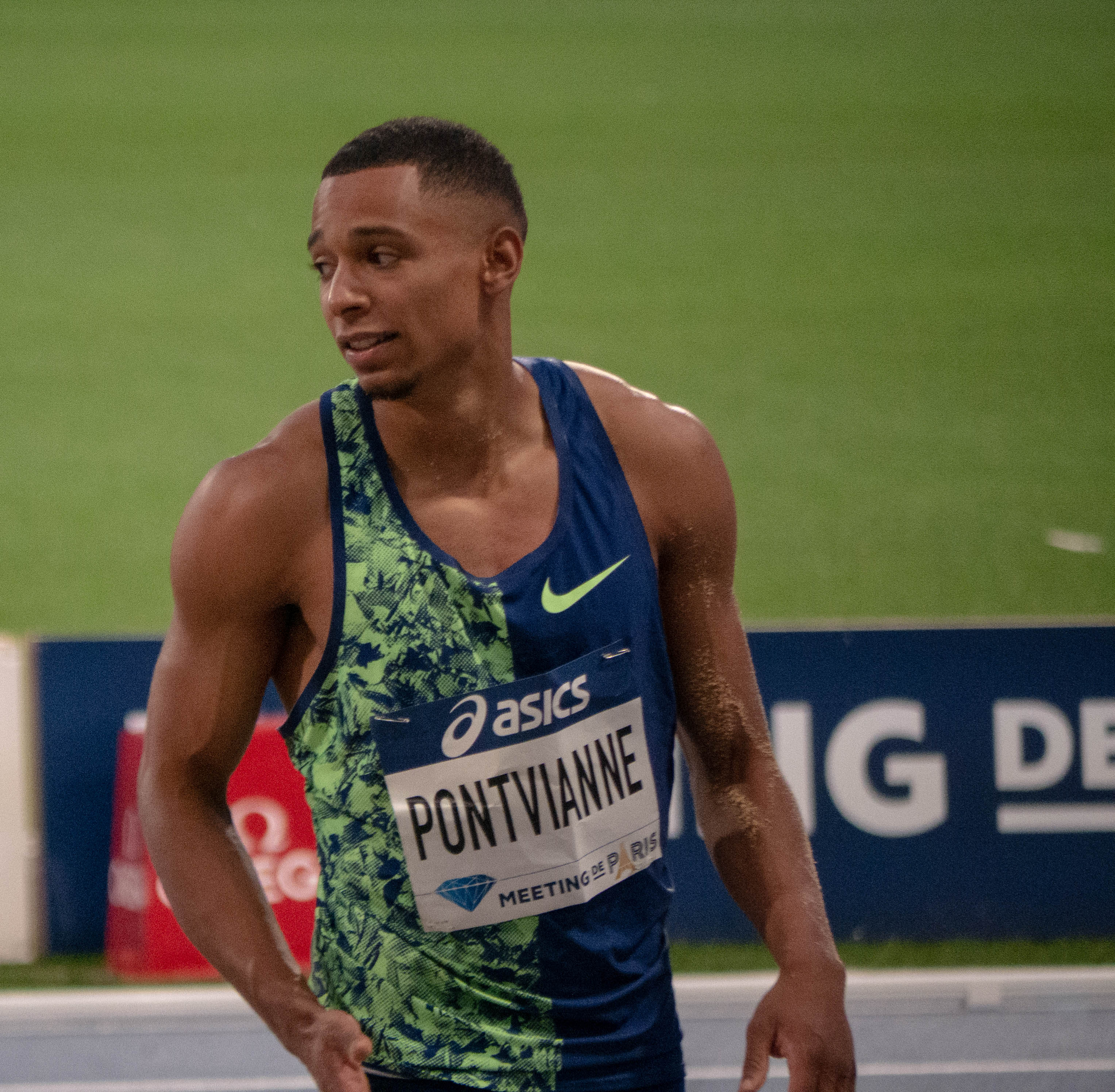
Jean-Marc Pontvianne – Rang acht
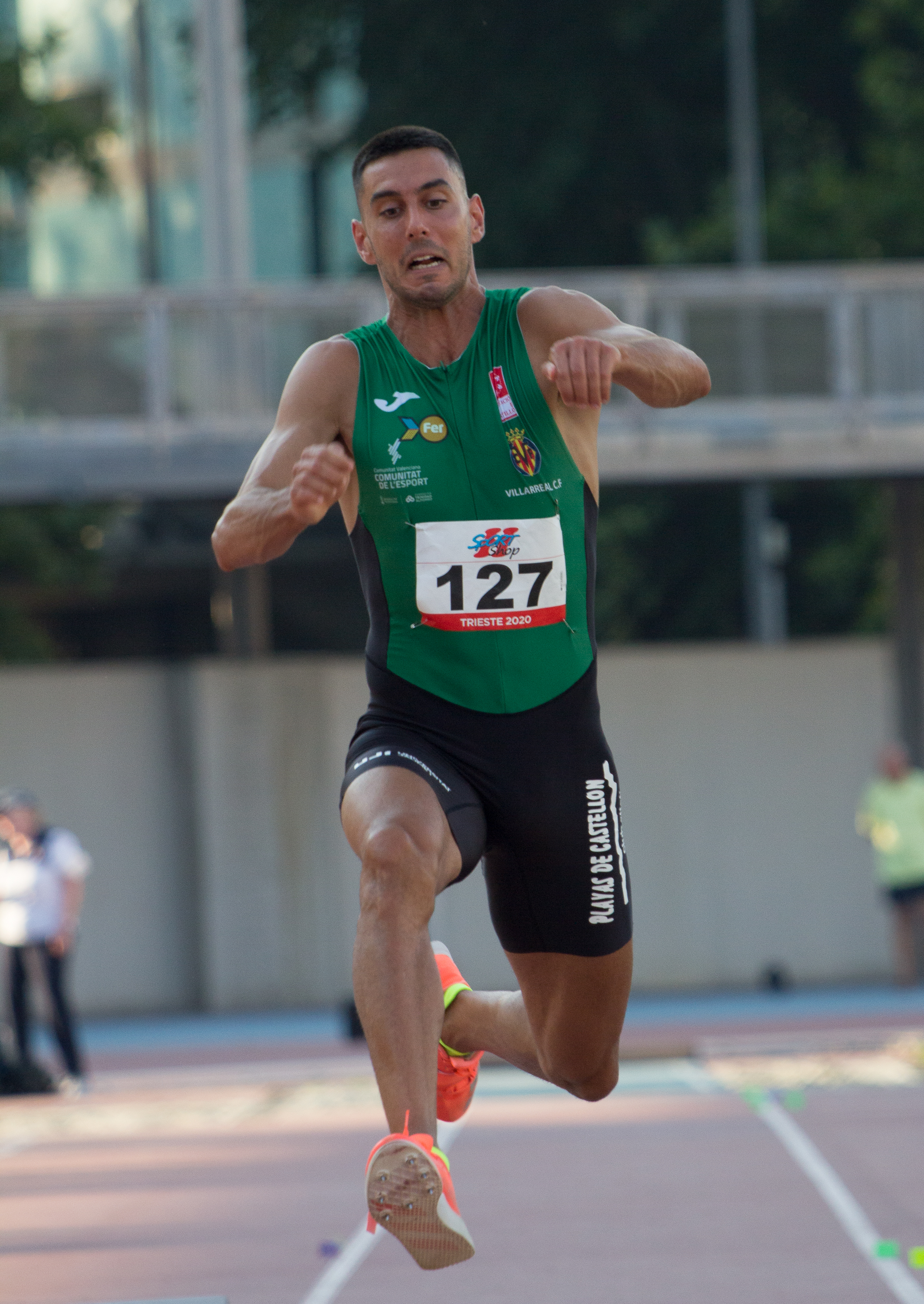
Pablo Torrijos kam auf den zehnten Platz
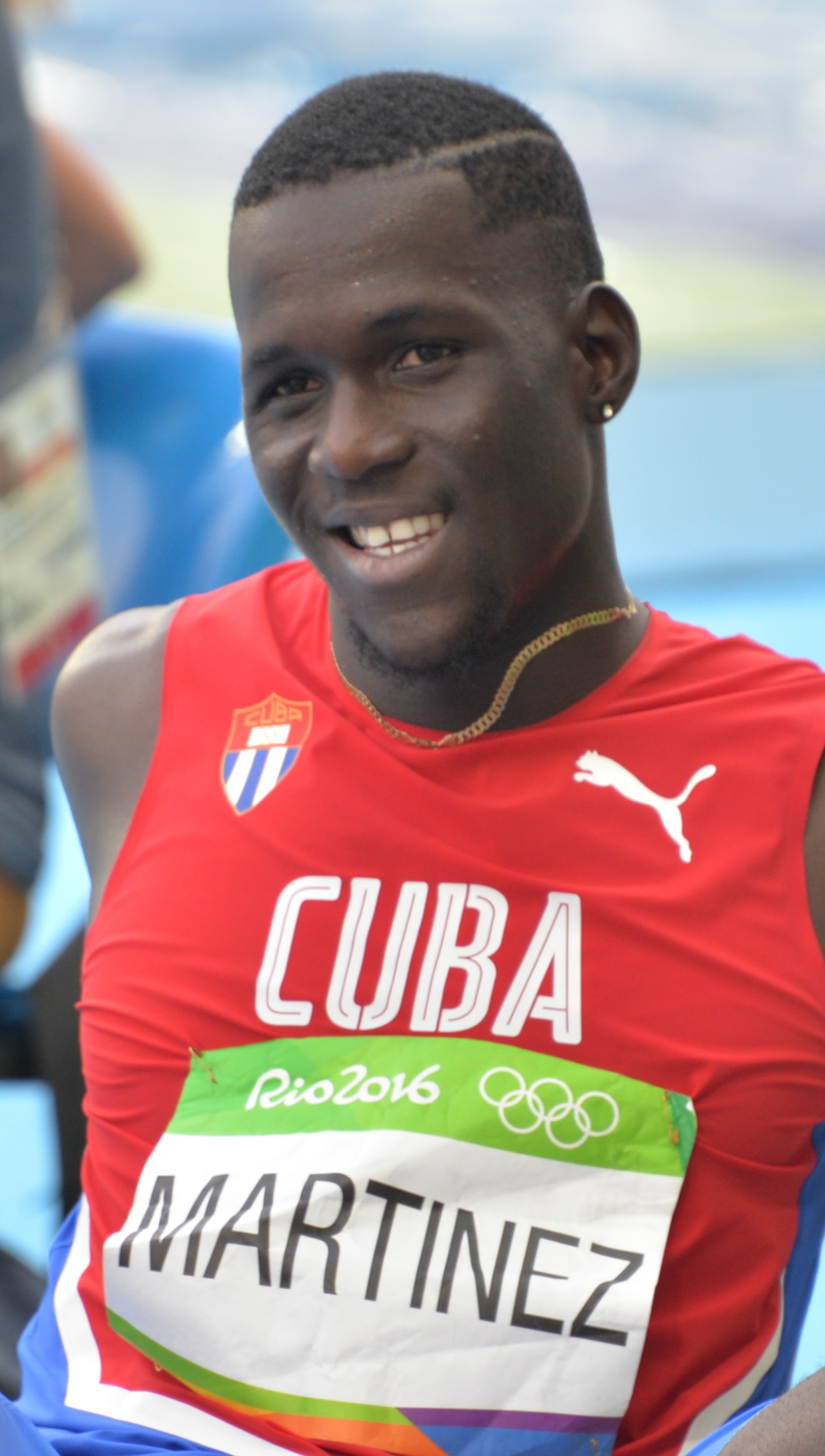
Lázaro Martínez Powell belegte Rang zwölf

## Video
- WCH London 2017 – Triple Jump - Men – Final, youtube.com, abgerufen am 1. März 2021